# Dariusz Wróbel
Dariusz Wróbel (ur. 1969) – polski piłkarz ręczny, występujący na pozycji skrzydłowego.

## Życiorys
W drugiej połowie lat 90. występował w Anilanie Łódź. W barwach tego klubu rzucił ponad 300 bramek w ekstraklasie. Pod koniec 2002 roku odszedł z klubu. Następnie dołączył do nowo utworzonego klubu Pabiks Pabianice. W latach 2004–2005 występował w Virecie Zawiercie, po czym wrócił do Pabiksu. Po zakończeniu kariery zawodniczej został członkiem zarządu tego klubu.
Pracuje jako nauczyciel matematyki.